# Microhelia immacula
Microhelia immacula är en fjärilsart som beskrevs av Embrik Strand. Microhelia immacula ingår i släktet Microhelia och familjen nattflyn. Inga underarter finns listade i Catalogue of Life.